# La Chaze-de-Peyre
La Chaze-de-Peyre è un comune francese di 258 abitanti situato nel dipartimento della Lozère nella regione dell'Occitania.

## Società

### Evoluzione demografica
Abitanti censiti